# Efferia cannella
Efferia cannella är en tvåvingeart som först beskrevs av Stanley Willard Bromley 1934.  Efferia cannella ingår i släktet Efferia och familjen rovflugor. Inga underarter finns listade i Catalogue of Life.